# Panchlora dumicola
Panchlora dumicola es una especie de cucaracha del género Panchlora, familia Blaberidae. Fue descrita científicamente por Rocha e Silva & Gurney en 1962.

## Distribución
Habita en Brasil.